# Jerzy (książę Neapolu)
Jerzy (zm. 739) – książę Neapolu w latach 729–739,
Podczas swej kadencji występował w obronie wybrzeża Włoch od Terraciny, na północ od Gaeta, po Palermo, na zachodnim krańcu Sycylii. W Tarracinie stoi stary pomnik dedykowany Jerzemu.